# Gelenklafette
Gelenklafetten sind eine spezielle Form der Lafetten, die insbesondere in der Schiffsartillerie für leichte Kanonen eingesetzt werden. 
Bei den Gelenklafetten wird das Rohr der Kanone mit Hilfe speziell konstruierter Gelenkverbindungen gezwungen, sich beim Rückstoß etwas zu heben und zwar so, dass es sich nach beendetem Rücklauf durch sein Eigengewicht wieder nach vorn (unten) senkt. Eine andere Bauart von Lafettierungen, die ebenfalls Gelenkverbindungen nutzen, wurde bei Verschwindlafetten verwendet. Hier dient der Rückstoß dazu, die Kanone beim Anschuss nach unten in eine Deckung zu schwenken, nach dem Laden wird sie wieder in Feuerposition hochgeschwenkt. Gelenklafetten wurden vom italienischen Kapitän der Marine Albini konstruiert und werden deshalb mitunter „Albini-Lafette“ genannt. Auch bei Krupp wurden Gelenklafetten für die Marine entwickelt.